# کرنانی
کرنانی (به چکی: Krňany) یک منطقهٔ مسکونی در جمهوری چک است که در ناحیه بنشوو واقع شده‌است. کرنانی ۱۲٫۲۴ کیلومتر مربع مساحت و ۳۷۲ نفر جمعیت دارد.